# أنتوني أليسون
أنتوني أليسون (بالإنجليزية: Anthony Allison)‏ (5 مايو 1987 بليبيريا - ) هو لاعب كرة قدم أمريكي في مركز الهجوم. لعب مع نادي ساندفيكين وPuerto Rico Islanders ‏ وIFK Sundsvall ‏ وHärnösands FF ‏ وUmeå FC ‏.

## وصلات خارجية
- أنتوني أليسون على موقع قاعدة بيانات كرة القدم.إي يو (الإنجليزية)
- أنتوني أليسون على موقع Soccerway.com (الإنجليزية)